# Wspólnota administracyjna Neustadt an der Waldnaab
Wspólnota administracyjna Neustadt an der Waldnaab – wspólnota administracyjna (niem. Verwaltungsgemeinschaft) w Niemczech, w kraju związkowym Bawaria, w rejencji Górny Palatynat, w regionie Oberpfalz-Nord, w powiecie Neustadt an der Waldnaab. Siedziba wspólnoty znajduje się w mieście Neustadt an der Waldnaab, które jednak nie jest członkiem wspólnoty.
Wspólnota administracyjna zrzesza gminę targową (Markt) oraz cztery gminy wiejskie (Gemeinde): 
- Kirchendemenreuth, 879 mieszkańców, 39,30 km²
- Parkstein, gmina targowa, 2 288 mieszkańców, 27,17 km²
- Püchersreuth, 1 610 mieszkańców, 25,21 km²
- Störnstein, 1 474 mieszkańców, 10,91 km²
- Theisseil, 1 231 mieszkańców, 21,40 km²